# Галапагосский синдром
Галапагосский синдром (яп. ガラパゴス化 Garapagosu-ka) — экономический термин, обозначающий изолированное развитие в данном регионе отрасли, производящей глобально востребованный продукт.
Термин образован по аналогии с развитием экосистемы Галапагосских островов, изолированной от континентальной природы, — этот случай был подробно разобран Чарльзом Дарвином в книге «Происхождение видов».
Первоначально в области экономики термин «галапагосский синдром» был употреблён для описания рынка мобильных телефонов в Японии, развивавшегося изолированно, что привело к появлению различных свойств продукта, отсутствующих в остальном мире.
В переносном смысле понятие «галапагосский синдром» иногда употребляется и за пределами экономики, означая мышление островитян, основанное на оторванности от мира.